# Cariniana pyriformis
Cariniana pyriformis, el abarco —conocido también como Colombian mahogany, chibugá, jequitiba rosa, bacu, fono, abarco de río o pepinillo— es un árbol de la familia Lecythidaceae, que se encuentra en las selvas de Colombia, Panamá y Venezuela. Esta especie está amenazada por pérdida de hábitat.

## Descripción
El abarco alcanza en promedio 25 m de altura. Tiene hojas simples, alternas, con margen aserrado y ápice acuminado, son elípticas de hasta 12 cm de longitud por 5 cm de ancho. Fruto comestible, oblongo de color marrón, de 8 a 9 cm de largo.
Una de las especies nativas más promisorias de Colombia, dada la excelente dureza de su madera y una similitud sorprendente en apariencia con algunas valiosas especies africanas. Pese a que en Colombia no existen hectáreas representativas de bosque natural, ni plantaciones con fines de explotación comercial, este es considerado como un tesoro forestal.
El abarco es una de las especies más promisorias, interesantes y poco investigadas del país. Se distribuye en las regiones septentrionales de América del Sur en Panamá, Colombia, Venezuela, Guayanas, el norte del Brasil y algunas zonas de Costa Rica (1), aunque versiones más recientes sostienen que su distribución natural es Panamá, Norte del Chocó, el medio Magdalena y la zona de Tibú o norte de la cordillera oriental. 
Climáticamente nace en las regiones permanentemente húmedas o de periodicidad moderada (bosque húmedo tropical) con temperatura superior a 24 °C y precipitación de 2.000 a 5.000 mm. De igual manera, se encuentra entre los 50 y 800 metros sobre el nivel del mar y no se ha reportado su existencia por debajo de los cinco o seis grados de latitud norte.
De reconocida belleza, la especie recibe distintos nombres alrededor del mundo: jequitiva, que es su designación comercial; albarco en Alemania; cerú, chorao, choro, chupa en Brasil; bacú y jequitibá en Venezuela, Colombian mahogany en Estados Unidos; jequitiva red en Inglaterra y cubano en Italia-

## Sinonimia
- Cariniana clavata Novik
- Cariniana exigua Miers[2]

## Usos
Su madera se utiliza en la ebanistería, construcción de hangares, fabricación de lápices, carrocerías y canoas. Sus raíces se emplean en la elaboración de muebles y su corteza se usa para amarres de casas campestres (CAR 2012). A pesar de ser potencialmente maderable, esta especie ha sido reportada como alimento humano. La semilla es consumida cruda o frita en la Amazonia Colombiana (Sánchez et al.1999). El abarco ha sido usado por mucho tiempo como madera para construcción de barcos. Sus frutos o "pipas" en ocasiones sirven para elaborar pequeñas cocas y antiguamente su corteza también se utilizó para elaborar sandalias o "abarcas".